# Étienne Perrot (jésuite)
Pour les articles homonymes, voir Perrot et Étienne Perrot.
Étienne Perrot, né le 1er octobre 1944 dans le Doubs (France), est un prêtre et théologien, jésuite  et économiste français,. Il enseigne depuis 1988 l'économie et l'éthique sociale à Paris et l'éthique des affaires à l'université de Fribourg.

## Biographie
Né dans le Doubs, il entre dans la Compagnie de Jésus en 1964. Il dispense son enseignement durant onze ans (de 1977 à 1988) aux élèves ingénieurs agronomes de l'École d'ingénieurs de Purpan, près de Toulouse. Il rejoint le CERAS en 1988, date à partir de laquelle il devient professeur à l'Institut catholique de Paris où il a enseigné dans deux masters intitulés : Gestion des ressources humaines et Éthique, démocratie et lobbying. Il est professeur invité à l'Université de Fribourg (Suisse) et à l'International Management School of Geneva (Éthique en affaires).
Ses principaux sujets d'intérêt sont les problèmes de discernement et de prise de décision dans la vie professionnelle et la dimension sociale de l'argent. Il publie deux blogs chaque semaine: sous les titres Deux doigts au-dessus du sol et Coup d'épingle

## Écrits
- Étienne Perrot, Les agriculteurs dans la jungle monétaire, Purpan, Toulouse 1982
- Étienne Perrot. Court traité d'économie appliqué à l'agriculture, Purpan, Toulouse 1984
- Étienne Perrot, Discerner et agir dans la vie professionnelle, Paris, Assas éditions, 1994
- Étienne Perrot, Le chrétien et l'argent, Assas éditions, Paris 1994
- Étienne Perrot, La séduction de l'argent, Paris, Desclée de Brouwer, 1996
- Étienne Perrot, Savoir hésiter, Purpan, Toulouse 1998
- Étienne Perrot, L'argent, Paris, Salvator, 2001
- Étienne Perrot, L'art de décider en situations complexes, Paris, Desclée de Brouwer, 2007, 285 p. (ISBN 978-2-220-05858-0, présentation en ligne)
- Étienne Perrot, Franc-parler en temps de crise. Les assurances trompeuses, Bayard, Montrouge 2010
- Étienne Perrot, Refus du risque et catastrophes financières, Paris, Salavator, 2011, 296 p. (ISBN 978-2-7067-0831-2, présentation en ligne)
- Étienne Perrot, Le discernement managérial, entre contraintes et conscience, Desclée de Brouwer, Paris 2012
- Étienne Perrot, Exercices spirituels pour managers, Paris, Desclée de Brouwer, 2014, 232 p. (ISBN 978-2-220-06596-0)
- Étienne Perrot, Esprit du capitalisme, es-tu là ? Lessius (Bruxelles) 2020,  (ISBN 978-2-87299-396-3)